# Colorante índigo

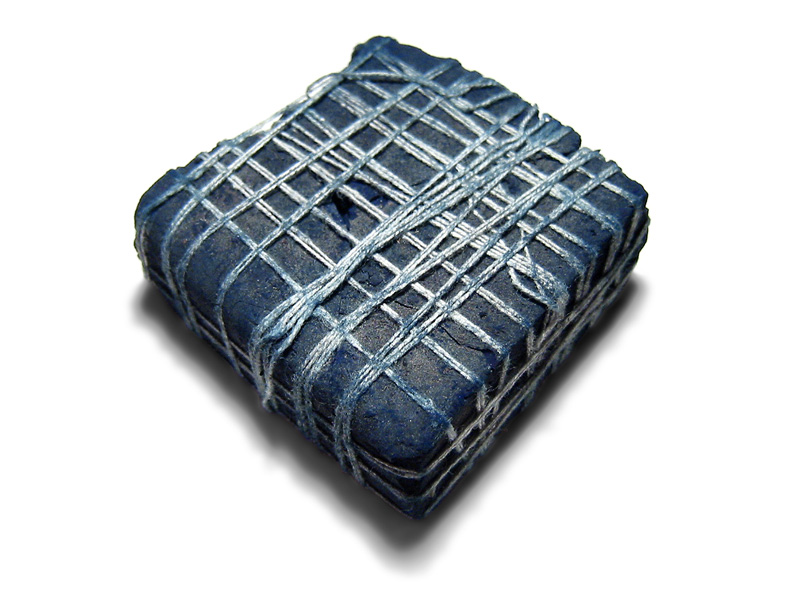
Barra de colorante índigo de India.

El colorante índigo es una tintura de color índigo (tono de azul, ver índigo). El compuesto químico constituyente del índigo es la indigotina.
En la antigüedad el colorante natural índigo se extraía de diversas especies de plantas, como también de especies animales como el caracol Hexaplex trunculus, pero actualmente gran parte de los colorantes índigo se producen por medio de síntesis química.
Además de otros usos, el índigo se industrializa para producir la tela denim con la que se confeccionan jeans azules. La forma de índigo usada en alimentación es llamada "indigotina", y está listada en EE. UU. como FD&C Blue N.º 2, y en la Unión Europea como Número E: E132.
El primer uso registrado conocido de índigo como nombre de color y del tinte en castellano fue en 1555.

## Etimología
La palabra castellana índigo deriva del latín Indĭcuxbs, de la India.

## Fuentes y usos

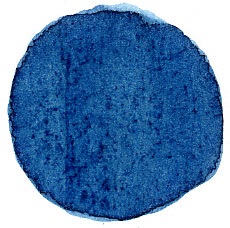
Colorante índigo.

## Historia

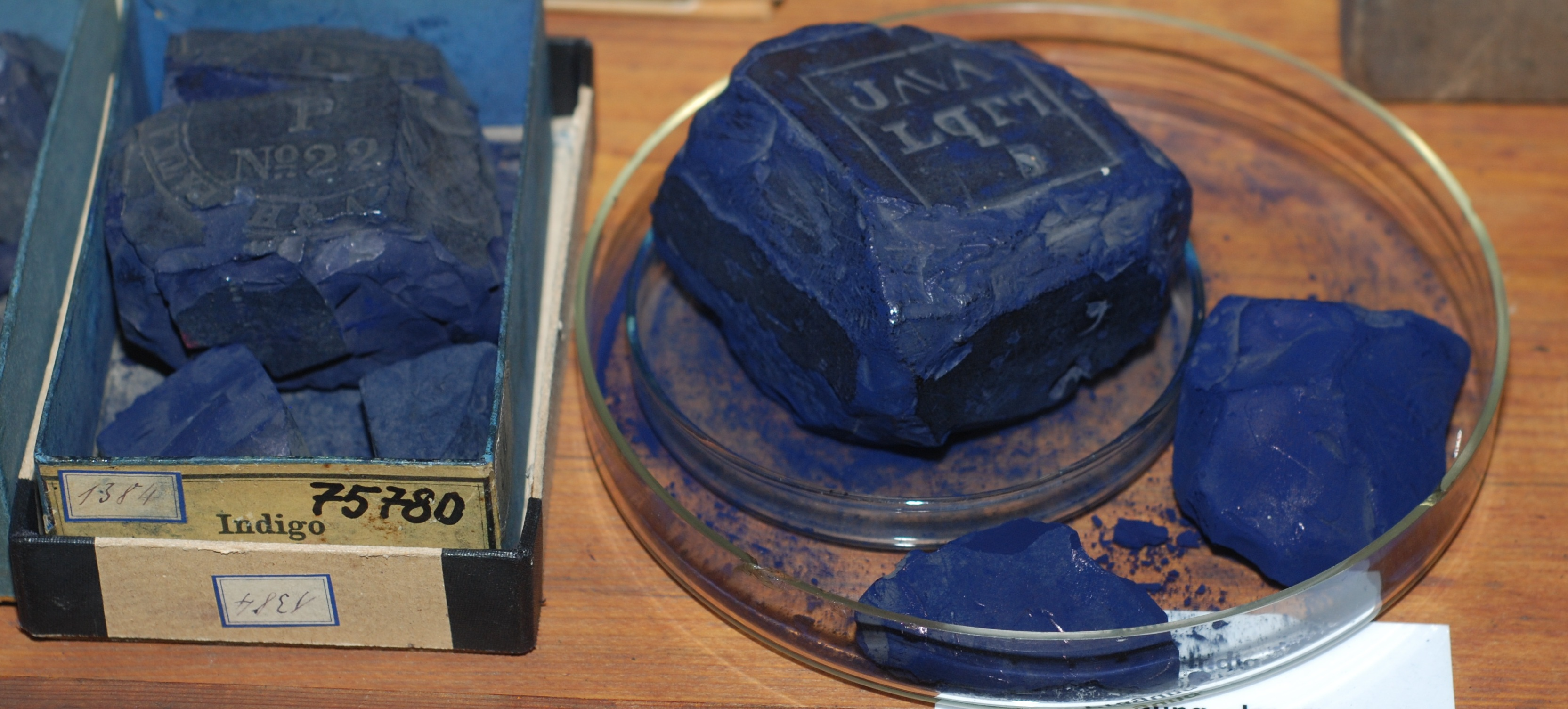
Colorante índigo, la colección de tintes históricos de la Universidad Técnica de Dresde, Alemania.

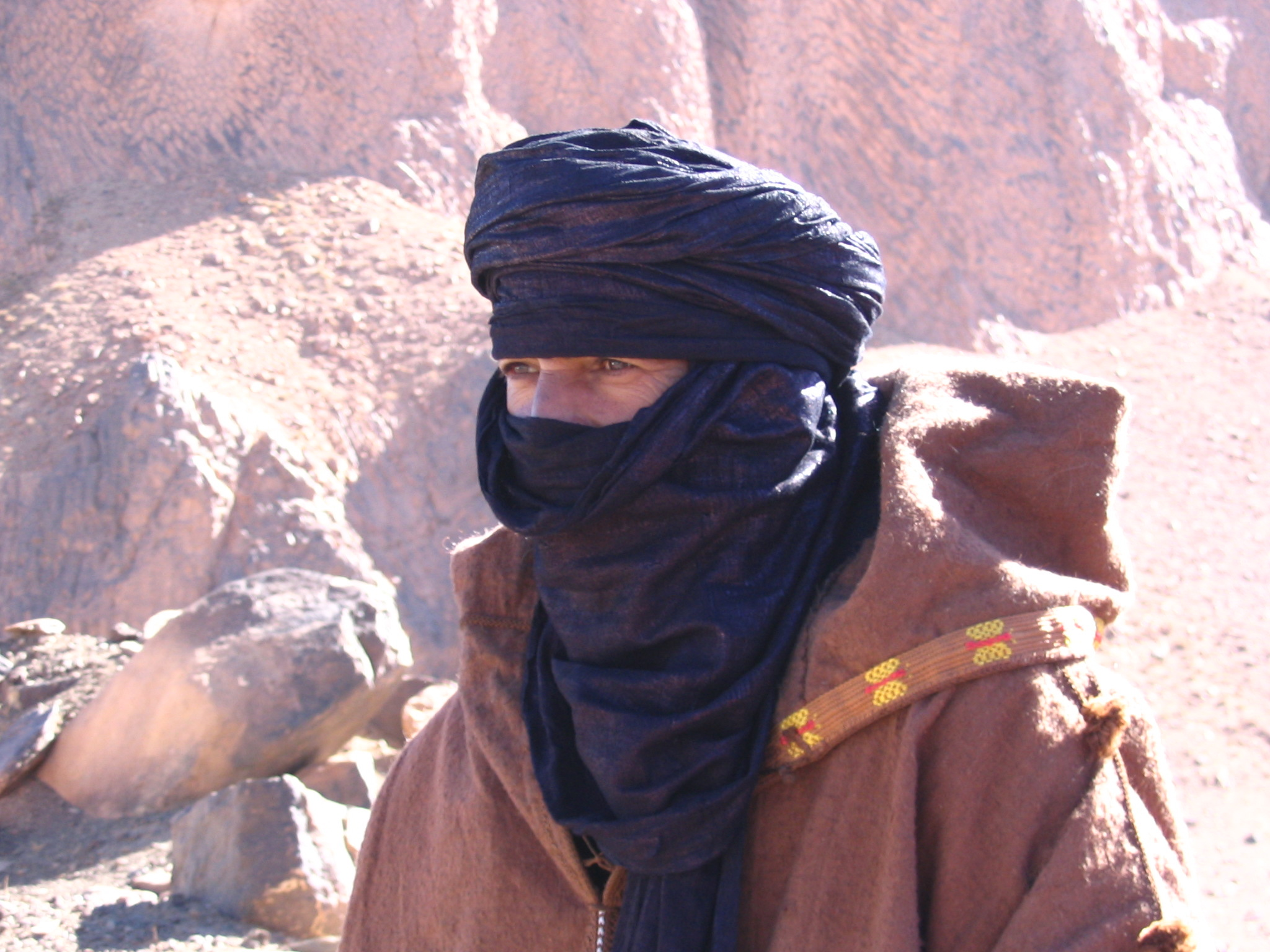
Tuareg del desierto de Argelia, cubierto con su tagelmust de color índigo